# Sambirejo (Selupu Rejang)
Sambirejo is een bestuurslaag in het regentschap Rejang Lebong van de provincie Bengkulu, Indonesië. Sambirejo telt 3129 inwoners (volkstelling 2010).